# Sumanen
Sumanen (nach Hindi सुमन ‚suman‘) ist eine organische Verbindung, aus der Gruppe der polycyclischen aromatischen Kohlenwasserstoffe. Die Verbindung ist strukturell verwandt mit Corannulen und Buckminster-Fullerenen.

## Darstellung
Der erstmalige Syntheseversuch erfolgte 1993 ausgehend von Tris(brommethyl)triphenylen, blieb allerdings erfolglos. Erst zehn Jahre später gelang die erfolgreiche Darstellung der Verbindung in Lösung. Hierzu wurde Norbornadien mit Butyllithium, KOt-Bu und 1,2-Dibromethan unter starker Kühlung in THF umgesetzt, bei Raumtemperatur erfolgte die Zugabe von Kupfer(I)-iodid. Hierbei entstanden sowohl syn- als auch anti-Benzotris(norbornadien), wovon das syn-Produkt mittels des Grubbs I-Katalysators in der Kälte zu einem Zwischenprodukt umgesetzt wurde, aus dem nach Reaktion mit DDQ unter Erhitzen in Toluol Sumanen entstand.

## Eigenschaften

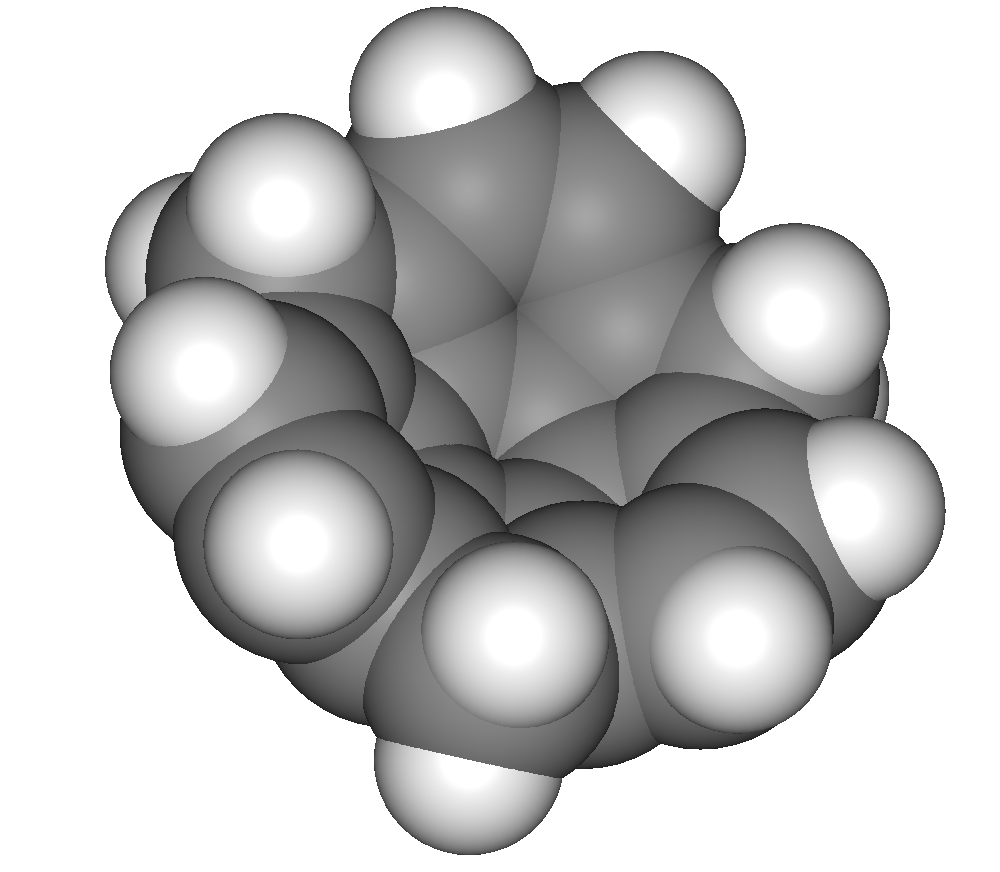
Schalenförmige Struktur

Die Struktur besteht aus einem Benzolring, der alternierend von drei Benzol- und drei Cyclopentadienringen umgeben ist. Die Verbindung weist keine planare Struktur auf, stattdessen liegt ein schalenförmiges C3-symmetrisches Gerüst vor. Dessen Schalentiefe beträgt 1,1 Å bei einer Krümmung von 8.8°. Die Inversionsbarriere der Schalenstruktur liegt bei 19,6 kcal·mol−1, womit die Barriere deutlich höher als beim Corannulen liegt. Sumanen kristallisiert in der rhomboedrischen Raumgruppe R3c (Raumgruppen-Nr. 161) mit den Gitterkonstanten a = 16,6402 Å, c = 7,7024 Å.
Die Schalen liegen in einer geschichteten Struktur vor, weshalb die Eignung zum anisotropen Ladungsträgertransport untersucht wird.
Es sind einige Heterosumanene mit beispielsweise Stickstoff, Schwefel, Silizium aber auch Germanium oder Selen als Heteroatomen bekannt.

## Verwendung
Die Verbindung ist überwiegend von akademischem Interesse.
Analog zum Fluoren besitzt die Verbindung benzylische Position, an denen die Verbindung Alkylierungen und Aldol-Kondensationen unterlaufen kann. Anionen werden in entsprechenden Positionen stabilisiert, die Darstellung des Trianions ist durch schrittweise Zufuhr von t-BuLi möglich.  Dementsprechend sind Derivatisierungen des Sumanens mit Elektrophilen möglich.
Sumanen wird vereinzelt als Ligand verwendet. Die selektive Synthese von konkav gebundenem Sumanen gelang mittels des Komplexes [CpFe(Sumanen)][PF6], was laut den Autoren der erste Bericht über einen konkav bindenden schalenförmigen π-Komplex ist. Weitere dargestellte Komplexe sind das Ruthenocen-Derivat [CpRu(η6‐Sumanen)][PF6] und das Zirconocen-Derivat [Cp(Sumanenyl)ZrCl2] (auch mit Cp*-Ligand), in denen eine Inversion zwischen konkaver und konvexer Koordination stattfindet.